# Rap-A-Lot Records
Rap-A-Lot Records est un label discographique américain de hip-hop, basé à Houston, au Texas. Il est fondé en 1986 par James « J-Prince » Smith (en). Smoke-A-Lot Records est une filiale de ce label. Grâce au succès de leurs artistes, les Geto Boys, le label réussit à mettre le Sud des États-Unis sur la carte du hip-hop, contrôlé par la West Coast. Depuis, le label maintient son succès et se consacre au dirty south et au gangsta rap. Les artistes actuels de Rap-A-Lot incluent notamment Z-Ro et Bun B.
Les Geto Boys sont le premier succès de Rap-A-Lot Records avec Devin the Dude dont son contrat prend fin en 2008, qui était d'une durée de 15 ans, et qui est le contrat le plus long du label. Rap-A-Lot Records est considéré par la presse spécialisée comme le label le plus important de Houston.
J. Prince Jr., le fils de J. Prince, fonde un label sous Rap-A-Lot Records nommé Southern Empire Entertainment.

## Histoire
Rap-A-Lot est lancé en 1989 par James « J-Prince » Smith (en). Le label est fondé pendant l'âge d'or du hip-hop. Il est initialement distribué par A&M Records pendant une brève période avec la publication du premier album de Raheem, The Vigilante. Le label est ensuite distribué par les labels d'EMI Group Priority Records (1991–1994), Noo Trybe Records (1994-1998) et Virgin Records (1998–2000).
Notorious B.I.G. fait référence au nom du label dans la chanson de Flava In Ya Ear (Remix) où il dit « I'm not from Houston, but I rap-a-lot. » À la fin de la chanson What a Job de Devin the Dude en featuring avec Snoop Dogg, Snoop félicite le label, « J-Prince, Jazz Prince, Rap-A-Lot, still on top, 2007. » Rap-A-Lot signe des groupes tels que les Geto Boys, des pionniers qui présenteront le dirty south au grand public. Les Geto Boys produiront le rappeur Scarface, un membre du groupe, qui atteindra le succès dans sa carrière solo. Rap-A-Lot signera également Big Mike, Seagram, et Devin the Dude.
En 2007, Ronald « Ronnie » Bookman, propriétaire des labels 7303 Records et Studio 7303 porte plainte contre Rap-A-Lot pour avoir, selon ses dires, été sauvagement frappé lors d'une guet-apen organisée par son concurrent James Prince.
Le 22 août 2013, Rap-A-Lot Records annonce la signature d'un contrat de distribution avec RED Distribution. La même année, le label publie une compilation intitulée Rap A Lot Greatest Hits. En février 2015, Smith publie une diss song dans laquelle il menace Puff Daddy, Suge Knight, Lil Wayne et Birdman. Le message est initialement publié par TMZ. En février 2016, Smith est annoncé au SXSW Music Conference.

## Discographie
- 1988 : Raheem - The Vigilante
- 1988 : Geto Boys - Making Trouble
- 1988 : Royal Flush - Uh Oh!
- 1988 : Def IV - Nice and Hard
- 1989 : Willie D - Controversy
- 1989 : Geto Boys - Grip It! On That Other Level
- 1990 : Choice - The Big Payback
- 1990 : Geto Boys - The Geto Boys
- 1991 : O.G. Style - I Know How to Play 'Em
- 1991 : Convicts - Convicts
- 1991 : Geto Boys - We Can't Be Stopped
- 1991 : Scarface - Mr. Scarface Is Back
- 1992 : The Terrorists - Terror Strikes; Always Bizness, Never Personal
- 1992 : Too Much Trouble - Bringing Hell on Earth
- 1992 : Ganksta N-I-P -The South Park Psycho
- 1992 : Choice - Stick-N-Moove
- 1992 : Big Mello - Bone Hard Zaggin'
- 1992 : Prince Johnny P - It's Been A Long Rhyme Coming
- 1992 : Raheem - The Invincible
- 1992 : Rap-a-Lot's Underground Masters - Rap-A-Lot's Underground Masters
- 1992 : Bushwick Bill - Little Big Man
- 1992 : Willie D - I'm Goin' Out Lika Soldier
- 1992 : Geto Boys - Uncut Dope
- 1992 : Seagram Miller - The Dark Roads
- 1993 : Geto Boys - Till Death Do Us Part
- 1993 : 5th Ward Boyz - Ghetto Dope
- 1993 : Ganksta N-I-P - Psychic Thoughts
- 1993 : Too Much Trouble - Player's Choice
- 1993 : Scarface - The World Is Yours (Face II Face)
- 1993 : DMG (en) - Rigormortiz
- 1994 : 2Low - Funky Lil Brotha
- 1994 : 5th Ward Boyz - Gangsta Funk
- 1994 : Odd Squad - Fadanuf Fa Erybody!!
- 1994 : Trinity Garden Cartel - Don't Blame It on Da Music
- 1994 : Tim Smooth - Straight Up Drivin' Em
- 1994 : Blac Monks - Secrets of the Hidden Temple
- 1994 : Seagram Miller - Reality Check
- 1994 : Big Mello - Wegonefunkwichamind
- 1994 : Big Mike - Somethin' Serious
- 1994 : Scarface - The Diary
- 1995 : CJ Mac - True Game
- 1995 : 5th Ward Juvenilez - Deadly Groundz
- 1995 : Bushwick Bill - Phantom of the Rapra
- 1995 : Poppa LQ - Your Entertainment, My Reality
- 1995 : Menace Clan - Da Hood
- 1995 : 5th Ward Boyz - Rated G
- 1996 : 3-2 - Wicked Buddah Baby
- 1996 : Almighty RSO - Doomsday: Forever RSO
- 1996 : Geto Boys - The Resurrection
- 1996 : Do Or Die - Picture This
- 1996 : Facemob - The Other Side Of The Law
- 1996 : Ganksta N-I-P - Psychotic Genius
- 1996 : Rap-A-Lot Records 10th Anniversary - Rap-A-Lot Records 10th Anniversary
- 1997 : Scarface - The Untouchable
- 1997 : Big Mike - Still Serious
- 1997 : Ghetto Twiinz - In That Water
- 1997 : Seagram - Souls on Ice
- 1997 : Too Much Trouble - Too Much Weight
- 1997 : 5th Ward Boyz - Usual Suspects
- 1998 : Scarface - My Homies
- 1998 : Devin the Dude - The Dude
- 1998 : Do or Die - Headz or Tailz
- 1998 : Geto Boys - Da Good da Bad & da Ugly
- 1998 : Ghetto Twiinz - No Pain No Gain
- 1998 : Blac Monks - No Mercy
- 1998 : A-G-2-A-Ke - Mil Ticket
- 1998 : Tela - Now or Never
- 1998 : Johnny P - The Next
- 1998 : Ganksta N-I-P - Interview With A Killa
- 1998 : FWC - Organized Crime
- 1999 : Yukmouth - Thugged Out: The Albulation
- 1999 : Big Mike - Hard to Hit
- 1999 : 5th Ward Boyz - P.W.A. The Album... Keep It Poppin'
- 1999 : J Prince Presents R.N.D.S. - J Prince Presents R.N.D.S.
- 2000 : Scarface - The Last of a Dying Breed
- 2000 : Do or Die - Victory
- 2000 : Tela - The World Ain´t Enuff
- 2000 : Willie D - Loved By Few, Hated By Many
- 2001 : Dorasel - Unleash the Beast
- 2001 : Yukmouth - Thug Lord: The New Testament
- 2001 : Ghetto Twiinz - Got It on My Mind
- 2001 : Snypaz - Livin' In The Scope
- 2002 : Devin the Dude - Just Tryin' ta Live
- 2002 : Scarface - The Fix
- 2002 : Outlawz - Neva Surrenda
- 2002 : Hussein Fatal - Fatal
- 2002 : Luniz - Silver and Black
- 2002 : Big Syke - Big Syke
- 2002 : Do Or Die - Back 2 the Game
- 2002 : Tela - Double Dose
- 2002 : Scarface - Greatest Hits
- 2002 : Yukmouth - United Ghettos of America
- 2002 : Geto Boys - Greatest Hits
- 2002 : Project Playaz - The Return
- 2002 : Facemob - Silence
- 2002 : Snypaz - Snypaz
- 2003 : Scarface - Balls and My Word
- 2003 : Yukmouth - Godzilla
- 2003 : Slim Thug & Lil' Keke - The Big Unit
- 2003 : DMG (en) - Black Roulette
- 2003 : Do or Die - Pimpin' Ain't Dead
- 2003 : Dirty - Love Us or Hate Us
- 2003 : Criminal Manne - Neighborhood Dope Manne
- 2003 : Do Or Die - Greatest Hits
- 2004 : Devin the Dude - To tha X-Treme
- 2004 : Thug Lordz - In Thugz We Trust
- 2004 : Z-Ro - The Life of Joseph W. McVey
- 2004 : Hi-C - Hi-Life Hustle
- 2004 : Rap-A-Lot 4 Life & Bigg Tyme - The Day After Hell Broke Loose
- 2004 : Juvenile & Wacko & Skip - Beginning of The End
- 2004 : 5th Ward Boyz - Greatest Hits
- 2004 : Yukmouth - United Ghettos of America Vol. 2
- 2004 : UTP - Nolia Clap
- 2005 : Lil Flip & Z-Ro - Kings of the South
- 2005 : Geto Boys - The Foundation
- 2005 : Z-Ro - Let the Truth Be Told
- 2005 : Pimp C - Sweet James Jones Stories
- 2005 : Bun B - Trill
- 2005 : Dirty - Hood Stories
- 2006 : Do or Die - Get that Paper
- 2006 : Z-Ro - I'm Still Livin'
- 2006 : Pimp C - Pimpalation
- 2006 : Scarface - My Homies Part 2
- 2006 : Trae - Restless
- 2006 : Partners-N-Crime - Club Bangaz
- 2006 : Trilltown Mafia - It Goes Without Sayin
- 2007 : Trae - Life Goes On
- 2007 : Devin the Dude - Waitin' to Inhale
- 2007 : Z-Ro - Power
- 2007 : Scarface - Made
- 2007 : Dirty - The Art of Story Telling
- 2007 : UTP - Back Like We Left Something
- 2008 : Yukmouth - Million Dollar Mouthpiece
- 2008 : Scarface - The Best of Scarface
- 2008 : Devin The Dude - Greatest Hits
- 2008 : Yukmouth -Greatest Hits
- 2008 : Bun B - II Trill
- 2008 : Pimp C - Greatest Hits
- 2008 : Geto Boys - The Best of Geto Boys
- 2008 : Trae & Z-Ro - It Is What It Is
- 2008 : Z-Ro - Crack
- 2008 : Devin the Dude - Hi Life
- 2008 : Trae - The Beginning
- 2008 : Scarface - Emeritus